# 赫氏小銀漢魚
赫氏小銀漢魚，為輻鰭魚綱銀漢魚目擬銀漢魚科的其中一種，分布於中美洲尼加拉瓜及哥斯大黎加淡水流域，體長可達7公分，為熱帶魚類，棲息底中層水域，以昆蟲及藻類為食，生活習性不明。